# Syntrichia laevipila
A Syntrichia laevipila nem túl gyakori fák kérgén élő mohafaj.

## Megjelenése
A növény kisméretű, csak 1–2 cm magas tömött, párnaszerű gyepeket alkot a fák kérgén. A levelek hosszúkás lapát vagy jellegzetesen hegedű alakúak, azaz a levél közepe keskenyebb mint a levél vége és alapja. A levélcsúcs enyhén kihegyesedő. A levelek szárazon gyengén csavarodottak, nedvesen felállók vagy kissé visszahajlók. Az erőteljes, nem papillázott, barna levélér áttetsző, nem vagy alig fogazott szőrszál formájában fut ki. A levéllemez sejtjei négyzetesek, patkó alakú papillákkal, a levél tövénél lévő sejtek a többi Syntrichia fajhoz hasonlóan víztiszták, átlátszóak és hosszúkásak. A levélszél a levél közepén lehet begöngyölt, de egyenes is. A levél szélén vannak elkülönülő szegélysejtek. A hosszúkás tokokat nyár végén, ősszel fejleszti. A toknyél 5–15 mm hosszú egyenes, a perisztómium fogak fonalasak, 2-3szorosan csavarodottak. Sarjlevelekkel és a levelek tövén fejlődő sajrmorzsákkal ivartalanul is képes szaporodni. A Syntrichia virescens-hez nagyon hasonlít ez a faj, de annak levélvégi szőrszála sokkal fogazottabb, a levél nem szegélyezett.

## Elterjedése
Magyarországon ritka faj, de az Alföldön és a hegységekben is megtalálható. Vörös listás státusza: adathiányos (DD). Európai és világ viszonylatban is elterjedt: Svédországtól, Törökországig mindenhol előfordul és Ázsiában, Afrikában, Amerikában és Ausztráliában is él.

## Termőhelye
Fák kérgén élő faj.